# Anna Kameníková
Anna Kameníková (geborene Linhartová; * 21. März 1994 in Prag, Tschechien) ist eine tschechische Schauspielerin.

## Leben
Anna Kameníková wurde 1994 in der tschechischen Hauptstadt Prag geboren. Ihre Mutter ist die Schauspielerin Jitka Asterová. Der Weg zur Schauspielerei erfolgte bei Anna Kameníková nicht direkt, denn sie wollte eigentlich eine Kunstgewerbeschule besuchen. Allerdings wurde sie nicht dort aufgenommen, sondern stattdessen am Konservatorium. Bereits mit 17 Jahren spielte sie in Jan Hřebejks Film Nevinnost neben Anna Geislerová ein Mädchen, das Opfer von sexuellem Missbrauch wird. Hierfür wurde sie für den Český lev („Böhmischer Löwe“) als Beste Nebendarstellerin nominiert. Danach spielte sie in verschiedenen Serien und Filmen mit und konnte Anfang der 2020er Jahre noch zwei Nominierungen für den Český lev erreichen: 2022 für die Serie Bozena als Beste Hauptdarstellerin und 2023 für den Film Grand Prix als Beste Nebendarstellerin.
Die Schauspielerin heiratete im Juni 2017 und nahm den Namen ihres Mannes an.

## Filmografie
- 2011: Nevinnost
- 2016: Last Knights – Die Ritter des 7. Ordens (Last Knights)
- 2021: Bozena
- 2022: Grand Prix